# HD 108147
HD 108147 — звезда 7-й видимой звёздной величины, расположенная в созвездии Южного Креста рядом с яркой звездой Акрукс или Альфой Креста. Звезда является желтовато-белым или белым карликом, немного ярче и массивнее, чем наше Солнце. Спектральный класс звезды F8 или G0V. Звезда моложе Солнца. Из-за удаленности, около 130 световых лет, звезда слишком тусклая, чтобы быть видимой невооруженным глазом, но её можно увидеть в бинокль. Из-за южного положения звезду не видно в Северном полушарии, за исключением тропиков. В 2019-м году МАС утвердил название Тупа (Tupã) в честь верховного божества-творца индейцев гуарани.

## Планетная система
У звезды HD 108147 в 2000 году командой астрономов из Женевы была обнаружена планета, которая является типичным горячим Юпитером, расположенным на расстоянии около 0,104 а.е. от звезды и обходит её за 10,901 ± 0,001 дней. Эксцентриситет орбиты планеты примерно равен 0,5 ± 0,025. Масса планеты оценена примерно 0,4 массы Юпитера.